# Abaris napoensis
Abaris napoensis es una especie de escarabajo del género Abaris, familia Carabidae. Fue descrita científicamente por Will en 2002.
Se distribuye por Ecuador. La especie se mantiene activa durante el mes de octubre.